# 蕭正信
蕭正信（6世紀—6世紀），字公理，南蘭陵郡蘭陵縣人，南朝梁臨川靖惠王蕭宏第七子。

## 生平
蕭正信以王子例封武化縣開國侯，食邑五百戶，官至給事中。
蕭正信與第五兄蕭正立均為江氏所生，兄弟二人都受到父親臨川王蕭宏的寵愛。蕭正信幼時不慧，常手執白團扇。白團扇被湘東王蕭繹拿走題以八字銘玩弄，但蕭正信卻不知情，對著扇子嗤笑。